# 謎擬丘
謎擬丘是任天堂和GAME FREAK的《寶可夢系列》裡的虛構生物1025種「寶可夢」之一，在《精靈寶可夢 太陽／月亮》中首次被引入。牠被稱為畫皮寶可夢，是因為牠偽裝成另一個名為皮卡丘的寶可夢，以便交到更多的朋友。

## 設計與特色
謎擬丘是一隻小型的寶可夢，它的身高是20公分，全身隱藏在一層破布底下。在它的偽裝的下襬，可以看見它真正的黑色眼睛和腳。而它的偽裝則類似皮卡丘，其破布上有黑色的眼睛、紅色的雙頰、尖端是黑色的耳朵以及閃電形尾巴。根據精靈寶可夢官方網站的敘述，謎擬Q很容易感到寂寞，因此它藉著仿效具有高知名度的皮卡丘的外表來讓自己交到更多朋友。謎擬Q喜愛陰暗的地方，只要曬到陽光、它的身體就會變得衰弱。

### 特殊能力
在阿羅拉地區據説大家都相信看見謎擬Ｑ布裡的真身後會被怪病纏身，因此絕對不能觀看其真身。根據寶可夢圖鑑的記載，某個看過谜拟Q真身的學者因為某种疾病于当晚惨死于家中。

## 登場

### 電子遊戲
謎擬Q在《精靈寶可夢 太陽／月亮》中登場，它是一隻幽靈／妖精屬性寶可夢，它會在受到攻擊後改變自己的外觀。它的特性「畫皮」能讓它擋下一次來自敵方的任何傷害，這項能力僅能在戰鬥中使用。玩家可以在烏拉烏拉島上的超值超市舊址附近發現謎擬Q。

### 電視動畫
謎擬Q登場於電視動畫《精靈寶可夢 太陽&月亮》中，它遇見火箭隊三人組：武藏、小次郎與喵喵。武藏一開始認為它是皮卡丘，但喵喵指正她的錯誤。當謎擬Q展現出自己破布底下的真面目後，喵喵被嚇得發昏。在小智出現並派出皮卡丘對抗謎擬Q時，謎擬Q表現出對皮卡丘的仇視態度，因而讓武藏下定決心要收服它，而它後來也被武藏收服。

### 其它
謎擬Q有一段自己的音樂錄影帶，其歌曲及影片可在精靈寶可夢的官方YouTube上觀看。

## 迴響
Kotaku將謎擬Q評為Game Freak設計出來最卓越和令人心碎的寶可夢，並指出它在網路上具有大批愛好者。美國線上雜誌Inverse的 Catrina Dennis也注意到這一點，並評論：「謎擬Q扣動了精靈寶可夢系列的玩家的心弦，它產生一股新的、令人著迷的力量」。Paste的Janine Hawkins認為引起網友關注的原因是角色設計的結果，「由於它楚楚可憐的脆弱特性，愛好者很直接地就接受了它……謎擬Q試著觸動我們的情感，而且很顯然地成功了。」
Destructoid將謎擬Q列為其旗下員工最喜歡的阿羅拉地區寶可夢之一，表示「在很多人眼中，它可能是第七世代裡的耀眼明星」。Polygon的Allegra Frank則撰文評論，謎擬Q可能是最獨特、最古怪的寶可夢之一。The Mary Sue的 Jessica Lachenal 則認為「謎擬Q的可愛之處正是它的神祕之處」。
一些愛好者推測，觀看謎擬Q的真面目後會產生負面影響的設定，可能是影射現實世界中導致多名觀眾引發急性光過敏症的3D龍事件。

## 另見
- 擬態

## 外部連結
- 在Bulbapedia上的謎擬Q頁面（页面存档备份，存于）
- 在百科上的謎擬Q页面
- 【公式】『ポケットモンスター サン・ムーン』 ミミッキュのうた (Official "Pokémon Sun and Moon" Song of Mimikyu)（页面存档备份，存于）